# Drapeau de Castro Urdiales
Le Drapeau de Castro Urdiales (Bandera de Castro Urdiales en castillan) est une compétition annuelle d'aviron, concrètement de trainières, qui a lieu à Castro-Urdiales (Cantabrie) depuis 1998.

## Palmarès
| Édition | Année | Vainqueur       | Second          | Troisième       |
| ------- | ----- | --------------- | --------------- | --------------- |
| I       | 1998  | Getaria         | Pedreña         | Lutxana         |
| II      | 1999  | Donibaneko      | Castro-Urdiales | Camargo         |
| III     | 2000  | Astillero       | Arkote          | Castro-Urdiales |
| IV      | 2001  | --              | --              | --              |
| V       | 2002  | Mecos           | Castro-Urdiales | Santurtzi       |
| VI      | 2003  | --              | --              | --              |
| VII     | 2004  | --              | --              | --              |
| VIII    | 2005  | --              | --              | --              |
| IX      | 2006  | Castro-Urdiales | Orio            | Urdaibai        |
| X       | 2007  | Pedreña         | Orio B          | Castro-Urdiales |
| XI      | 2008  | Tirán           | Castro-Urdiales | Orio            |
| XII     | 2009  | Castro-Urdiales | Urdaibai        | Orio            |
| XIII    | 2010  | Castro-Urdiales | Pedreña         | Santurtzi       |